# Calathea pallidicosta
Calathea pallidicosta är en strimbladsväxtart som beskrevs av H.A.Kenn. Calathea pallidicosta ingår i släktet Calathea och familjen strimbladsväxter. Inga underarter finns listade.